# Circuito aberto
O conceito de circuito aberto é muito simples. Imagine um determinado número de pessoas passando numa ponte, em determinado local a ponte se rompe impedindo as pessoas de passarem para o outro lado, nesse caso o fluxo de pessoas. No caso de um circuito elétrico, o fluxo de eletróns impedindo assim o funcionamento de uma carga, seja uma lâmpada, motor, aquecedor, enfim, um aparelho elétrico qualquer.